# Eleições europeias de 2024 (Polónia)
As eleições europeias de 2024 na Polónia foram realizadas a 9 de junho e serviram para eleger os 53 deputados nacionais para o Parlamento Europeu durante as eleições europeias. Estas serão as primeiras eleições europeias após o novo governo (coligação que inclui partidos de centro-direita, centro e centro-esquerda) de Donald Tusk ter tomado posse em dezembro de 2023, pondo fim a 8 anos de governação por parte da direita populista do partido Lei e Justiça. 
O partido de Donald Tusk, os europeístas da Plataforma Cívica, venceram as eleições com 37% dos votos, contra os 36% dos conservadores nacionalistas do Lei e Justiça. A coligação de extrema-direita Confederação ficou em terceiro lugar com mais de 12%, tendo-se destacado pelo facto de ter sido o partido mais popular no eleitorado jovem (18-29 anos). 

## Representação parlamentar 2019-2024
A tabela mostra os deputados de acordo com a última informação do Parlamento Europeu:
| Partido Nacional | Partido Nacional                     | Deputados | Grupo parlamentar | Grupo parlamentar                                 |
| ---------------- | ------------------------------------ | --------- | ----------------- | ------------------------------------------------- |
|                  | Lei e Justiça                        | 25 / 52   |                   | Reformistas e Conservadores Europeus              |
|                  | Plataforma Cívica                    | 11 / 52   |                   | Grupo do Partido Popular Europeu                  |
|                  | Nova Esquerda                        | 5 / 52    |                   | Aliança Progressista dos Socialistas e Democratas |
|                  | Partido Popular da Polónia           | 2 / 52    |                   | Grupo do Partido Popular Europeu                  |
|                  | Polónia Soberana                     | 2 / 52    |                   | Reformistas e Conservadores Europeus              |
|                  | Polónia 2050                         | 1 / 52    |                   | Renovar a Europa                                  |
|                  | União do Trabalho                    | 1 / 52    |                   | Aliança Progressista dos Socialistas e Democratas |
|                  | Janina Ochojska (Independente)       | 1 / 52    |                   | Grupo do Partido Popular Europeu                  |
|                  | Leszek Miller (Independente)         | 1 / 52    |                   | Aliança Progressista dos Socialistas e Democratas |
|                  | Magdalena Adamowicz (Independente)   | 1 / 52    |                   | Grupo do Partido Popular Europeu                  |
|                  | Sylwia Spurek (Independente)         | 1 / 52    |                   | Verdes/Aliança Livre Europeia                     |
|                  | Włodzimierz Karpinski (Independente) | 1 / 52    |                   | Grupo do Partido Popular Europeu                  |

| Grupo parlamentar | Grupo parlamentar                                 | Deputados |
| ----------------- | ------------------------------------------------- | --------- |
|                   | Reformistas e Conservadores Europeus              | 27 / 52   |
|                   | Grupo do Partido Popular Europeu                  | 16 / 52   |
|                   | Aliança Progressista dos Socialistas e Democratas | 7 / 52    |
|                   | Renovar a Europa                                  | 1 / 52    |
|                   | Verdes/Aliança Livre Europeia                     | 1 / 52    |

## Resultados Oficiais
| Partido Nacional        | Partido Nacional                       | Votos      | %               | +/-   | Deputados | +/-     |
| ----------------------- | -------------------------------------- | ---------- | --------------- | ----- | --------- | ------- |
|                         | Plataforma Cívica                      | 4 359 443  | 37,06 / 100,00  | -     | 21 / 53   | 9       |
|                         | Lei e Justiça                          | 4 253 169  | 36,16 / 100,00  | 9,22  | 20 / 53   | 6       |
|                         | Confederação Liberdade e Independência | 1 420 287  | 12,08 / 100,00  | 7,53  | 6 / 53    | 6       |
|                         | Terceira Via (PSL-PL2050)              | 813 238    | 6,91 / 100,00   | -     | 3 / 53    | Estável |
|                         | A Esquerda                             | 741 071    | 6,30 / 100,00   | -     | 3 / 53    | 5       |
|                         | Outros (com menos de 1,00%)            | 174 786    | 1,49 / 100,00   |       | 0 / 53    |         |
| Votos Inválidos         | Votos Inválidos                        | 67 731     | 0,57 / 100,00   | 0,26  |           |         |
| Total                   | Total                                  | 11 829 556 | 100,00 / 100,00 |       | 53 / 53   | 2       |
| Eleitorado/Participação | Eleitorado/Participação                | 29 098 155 | 40,65 / 100,00  | 5,04  |           |         |
| Fonte                   | Fonte                                  | [ 5 ]      | [ 5 ]           | [ 5 ] | [ 5 ]     | [ 5 ]   |

## Representação parlamentar (2024-2029)

### Partidos nacionais
| Partido Nacional | Partido Nacional                   | Deputados | Grupo parlamentar | Grupo parlamentar                                 |
| ---------------- | ---------------------------------- | --------- | ----------------- | ------------------------------------------------- |
|                  | Plataforma Cívica                  | 18 / 53   |                   | Grupo do Partido Popular Europeu                  |
|                  | Lei e Justiça                      | 18 / 53   |                   | Reformistas e Conservadores Europeus              |
|                  | Nova Esperança                     | 3 / 53    |                   | Europa das Nações Soberanas                       |
|                  | Nova Esquerda                      | 3 / 53    |                   | Aliança Progressista dos Socialistas e Democratas |
|                  | Movimento Nacional                 | 2 / 53    |                   | Não inscritos                                     |
|                  | Polónia Soberana                   | 2 / 53    |                   | Reformistas e Conservadores Europeus              |
|                  | Partido Popular da Polónia         | 2 / 53    |                   | Grupo do Partido Popular Europeu                  |
|                  | Confederação da Coroa Polaca       | 1 / 53    |                   | Não inscritos                                     |
|                  | Iniciativa Polaca                  | 1 / 53    |                   | Grupo do Partido Popular Europeu                  |
|                  | Łukasz Kohut (Independente)        | 1 / 53    |                   | Grupo do Partido Popular Europeu                  |
|                  | Magdalena Adamowicz (Independente) | 1 / 53    |                   | Grupo do Partido Popular Europeu                  |
|                  | Polónia 2050                       | 1 / 53    |                   | Renovar a Europa                                  |

### Grupos parlamentares europeus
| Grupo parlamentar | Grupo parlamentar                                 | Deputados |
| ----------------- | ------------------------------------------------- | --------- |
|                   | Grupo do Partido Popular Europeu                  | 23 / 53   |
|                   | Reformistas e Conservadores Europeus              | 20 / 53   |
|                   | Aliança Progressista dos Socialistas e Democratas | 3 / 53    |
|                   | Europa das Nações Soberanas                       | 3 / 53    |
|                   | Não inscritos                                     | 3 / 53    |
|                   | Renovar a Europa                                  | 1 / 53    |